# Skwitz

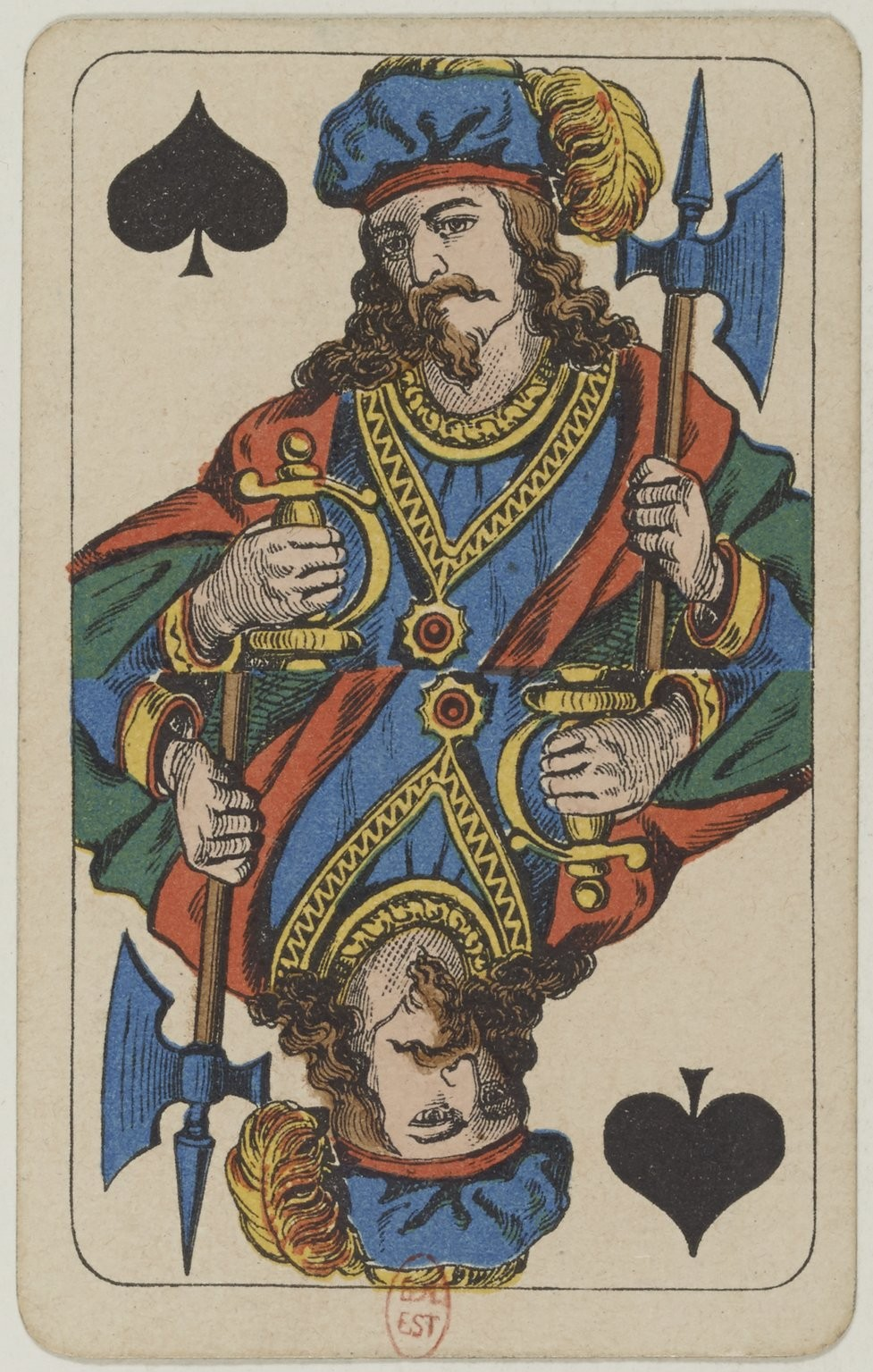
Eines der drei Matadors: der Pikbube

Skwitz war ein österreichisches Karten-Raubspiel für 2 bis 8 Spieler aus dem 19. Jahrhundert, das angeblich einen englischen Ursprung hatte. Es könnte ein Abkömmling von Cassino sein, dem es ähnelt.

## Geschichte
Das Spiel erscheint schon 1852 in einem Wiener „Hauskalender“, wo es als Gesellschaftsspiel, das entspannend und unterhaltsam zu spielen ist, beschrieben wird. Es wurde auch in einer Reihe von Wiener Spielekompendien aus dieser Zeit veröffentlicht, darunter in der Ausgabe des „Neuesten Universal Spielbuchs“ von 1866, die eine identische Beschreibung der Regeln enthält. Obwohl es vermutlich aus England stammt, möglicherweise aus einem Spiel namens „Quits“, scheint es keine Aufzeichnungen darüber zu geben, dass es dort gespielt wurde.

## Ausrüstung
Das Spiel wird mit einem Whist-Kartenspiel mit französischen Farben und 52 Karten ohne Joker gespielt. Asse sind niedrig. Es gibt 3 Matadors, die Boni bringen: ♠J, ♠10 und ♠2.
Das Spiel wurde um Punkte und Geld gespielt. Jeder Spieler brauchte eine Tasse (Kaffeetasse oder dgl.) für seine eigenen Spielmarken oder Spielgelder und ein größeres Behältnis oder Tasse für die Kasse wurde empfohlen. Ein Grundeinsatz von 1–5 Marken oder ¼ Kreuzer wurde vorgeschlagen.

## Spieler
Das Spiel kann von zwei bis acht Personen ausgeführt werden. Die Anzahl der Karten, die zu Beginn an die Spieler und den Tisch ausgeteilt werden, und die Anzahl der Karten, die jeder Spieler bei jedem Geben zieht, variiert jedoch je nach Anzahl der Spieler. Vier Spieler können in zwei Parteien spielen, die sich jeweils einen gemeinsamen Kasse teilen.

## Regeln
Die folgenden Regeln sind aus dem Vanderheid-/Hauskalenderbericht zusammengefasst und gehen von vier Spielern und einem Einsatz von 4 Spielmarken aus.

### Geben
Geben und Spielen erfolgen gegen den Uhrzeigersinn. Jeder Spieler zahlt 4 Marken in die Kasse. Der Geber mischt, bis der Abheber zufrieden ist, was er durch Abheben des Stapels oder durch die Worte „gut ist’s“ anzeigt. Der Geber zeigt den Mitspieler die unterste Karte öffentlich vor; wenn es ein Matador ist, werden die Karten neu gemischt.
Der Geber legt dann 4 Karten in einer Reihe und offen auf den Tisch, bevor er den restlichen Stapel vor der Vorhand, den Spieler zu seiner Rechten, vorstellt. Jeder Spieler zieht nun der Reihe nach die obersten vier Karten vom Stapel auf seiner Hand.

### Spielen
Sobald alle Spieler ihre Karten gezogen haben, versuchen die Spieler der Reihe nach und beginnend mit der Vorhand, die Tischkarten durch Zusammenlegen oder Addieren gemäß den folgenden Regeln zu erobern:
- Schlagen. Jede Bild- oder Zahlenkarte, die der Spieler hält, kann eine Karte desselben Rangs schlagen, unabhängig von der Farbe. Beispielsweise kann eine Dame eine andere Dame vom Tisch schlagen und eine Fünf kann eine andere Fünf schlagen.
- Summieren. Jede Zahlenkarte (2, 3... 10) kann zwei oder mehr Zahlenkarten erobern, deren Summe die Zahl der erobernden Karte ergibt. Bildkarten haben keinen numerischen Wert und können dies daher nicht tun. Asse sind nur eins Wert wert und können daher auch nicht durch Addieren erobern. Beispiel: eine Neun kann eine Vier und Fünf schlagen.
- Mehrfaches Schlagen Eine Karte kann mehrere Schlagen bewirken, z. B. kann ein Ass zwei Asse schlagen; eine Zehn kann eine Zehn, eine Sieben und eine Drei schlagen.
- Skwitz Ein Spieler, der beim Schlagen von Karten den Tisch leerräumt, ruft "Skwitz!".
- Legen. Ein Spieler, der keine Karten schlagen kann, muss eine Karte neben die vorhandenen Tischkarten auslegen.

Geschlagene Karten werden verdeckt auf einen Stapel neben dem Spieler gelegt, der sie geschlagen hat. Jeder Skwitz wird aufgezeichnet, indem eine der geschlagenen Karten aufgedeckt wird.
Sobald er die letzte Karten vom Stock aufnimmt, sagt er laut "Dies sind die Letzten!", weil Jeder muss versuchen, den letzten Stich zu machen, da er ein Point zählt.

### Zahlungen während des Spiels
Zahlungen werden während des Spiels wie folgt vorgenommen:
- Einen Matador schlagen: Jeder andere Spieler zahlt 2 Marken[4] an den Fänger[5] und 2 an der Kasse
- Einen „Skwitz“ machen: Jeder andere Spieler zahlt 2 Marken an den „Skwitzer“ und 2 an der Kasse

Die Regeln führen auch zahlreiche Fälle von Verstößen auf, für die die Strafe ausnahmslos die Zahlung der Hälfte des Einsatzes (2 Marken) an jeden der anderen Spieler ist.

### Berechnung und Gewinnen
Für Folgendes wird jeweils ein Punkt vergeben:
- Die meisten Karten
- Die meisten Pikkarten
- Jeder Skwitz
- Jeder geschlagene Matador
- Letzter Stich (d. h. der letzte Spieler, der eine Tischkarte geschlagen hat)

Ein Spieler, der die vereinbarte Punktziel (normalerweise 7) erreicht, darf „Aus!“ rufen, wenn er an der Reihe ist, woraufhin alle anderen 4 Marken zur Kasse und 4 an den Gewinner zahlen. Wer gar keine Punkte hat, ist matsch und zahlt 4 Marken zur Kasse und 4 an den Gewinner. Ein Spieler mit 7 Punkten kann sich jedoch dafür entscheiden, weiterzuspielen und zu versuchen, durch das Schlagen von Matadoren und das Machen von Skwitzes mehr zu verdienen.
Sobald die Zahlungen für „Aus“ und „Matsch“ gemacht sind, gibt der aktuelle Geber die Kasse an den Gewinner weiter, der ihn neben sich stellt, ohne ihn zu leeren, und der nächste Geber wird (dies setzt die normale Reihenfolge außer Kraft, bei der der Geber nach rechts rotiert, wenn niemand 7 Punkte erzielt hat). Ein Spieler, der auf diese Weise zweimal gewinnt, kassiert den Inhalt der Kasse, nachdem die Zahlungen für „Aus“ und „Matsch“ gemacht sind.